# Gustav von Saurma-Jeltsch

Gustav von Saurma-Jeltsch

Gustav Graf von Saurma, Freiherr von und zu der Jeltsch (* 15. Mai 1824 in Breslau; † 27. Oktober 1885 ebenda) war Herrschaftsbesitzer und Mitglied des Deutschen Reichstags.

## Leben
Gustav von Saurma-Jeltsch war der Sohn des Grafen Johann Gustav (* 30. Juni 1797: † 14. August 1879) und dessen Ehefrau Anna von Schaffgotsch (* 5. September 1800; † 17. September 1857).
Er besuchte das Gymnasium in Breslau und die Universitäten Breslau und Berlin. Er unternahm umfangreiche Reisen und widmete sich der Landwirtschaft auf seinem Besitz in Jeltsch im Landkreis Ohlau. Er war dort Amtsvorsteher, Kreistags-Mitglied und Kirchenvorstand.
Von 1878 bis zu seinem Tode war er Mitglied des Deutschen Reichstags für den Wahlkreis Oppeln 8 (Ratibor) und die Deutsche Zentrumspartei.
Er heiratete am 21. Mai 1850 die Gräfin Anna von Ballestrem (* 30. September 1830; † 8. November 1920), eine Tochter des Grafen Carl Wolfgang von Ballestrem. Das Paar hatte mehrere Kinder:
- Johannes-Evangelist Johannes-Baptist Karl Gustav Joseph (* 9. November 1851; † 29. Oktober 1916) ⚭ 1875 Ernestine von Saurma (* 13. März 1855; † 1910)
- Johanna Ludmilla Maria (* 11. Juli 1855) ⚭ 1873 Graf Adalbert zu Stolberg-Stolberg (* 5. Januar 1840; † 16. August 1885)